# Rocciamelone
O Rocciamelone (em piemontês: Rociamlon, em francês:  Rochemelon) é uma montanha dos  Alpes Graios. Situa-se na Itália (Piemonte), muito perto da fronteira França-Itália, pode ser vista de grande distância do planalto do Piemonte.

## Classificação SOIUSA
De acordo com a classificação alpina SOIUSA (International Standardized Mountain Subdivision of the Alps) esta montanha é classificada como:
- grande parte = Alpes Ocidentais
- grande setor = Alpes do Sudoeste
- secção = Alpes Graios
- subsecção = Alpes de Lanzo e da Alta Maurienne
- supergrupo = cordilheira Rocciamelone-Charbonnel
- grupo = grupo do Rocciamelone
- subgrupo = nó do Rocciamelone
- código = I/B-7.I-A.2.a

## Imagens

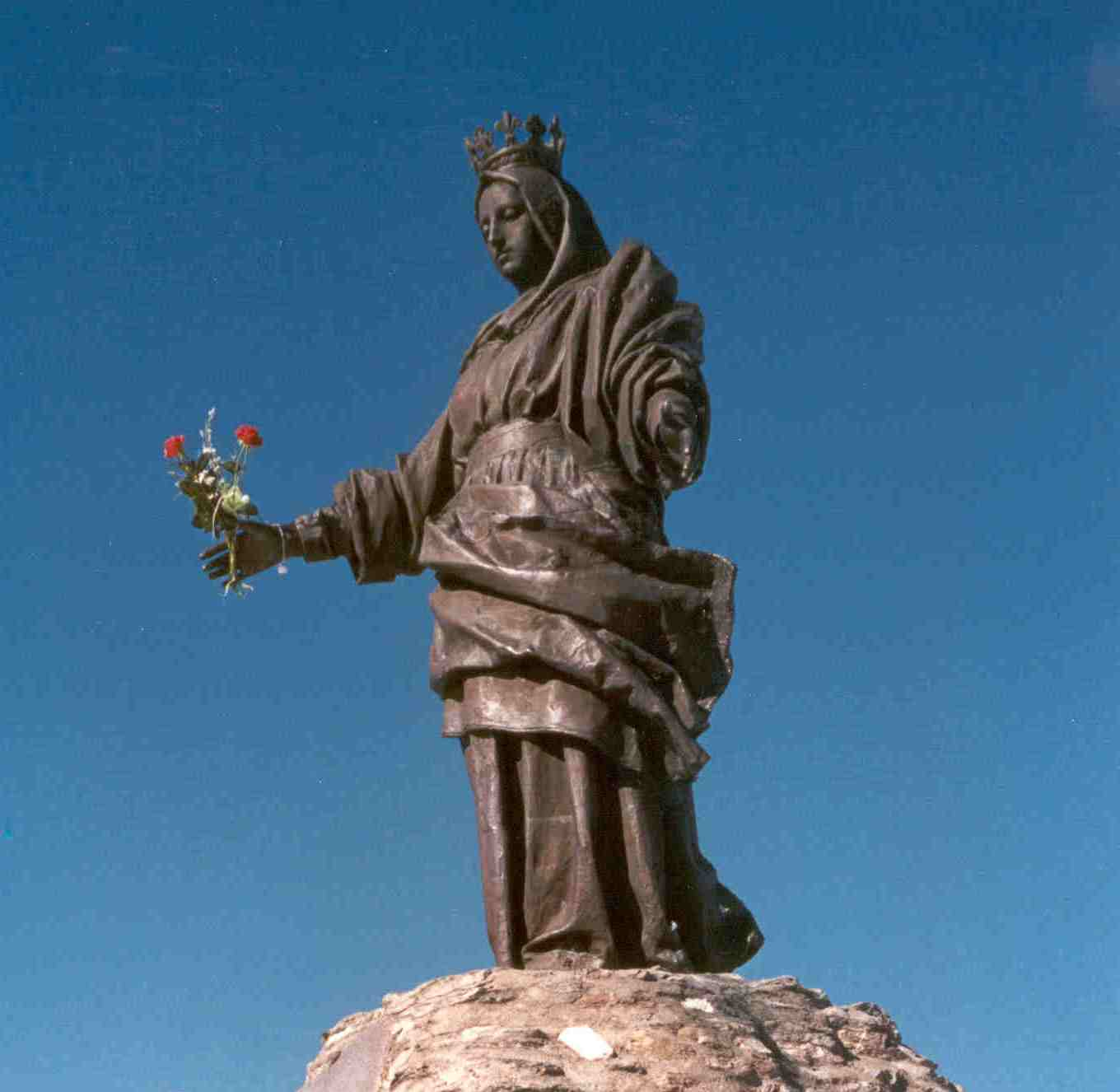
Imagem de Maria em cima o Rocciamelone.
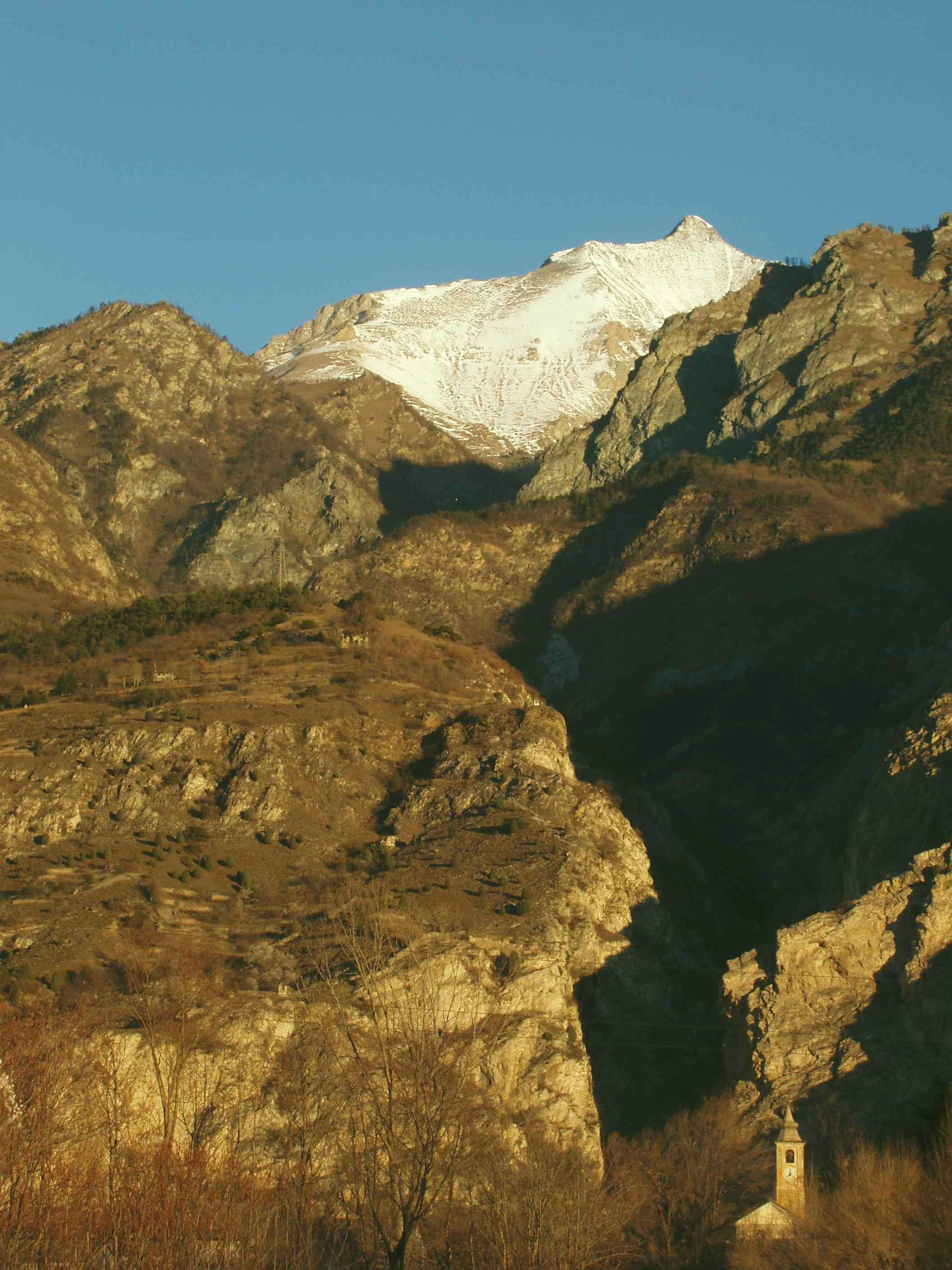
O Rocciamelone visto do Foresto (Bussoleno).
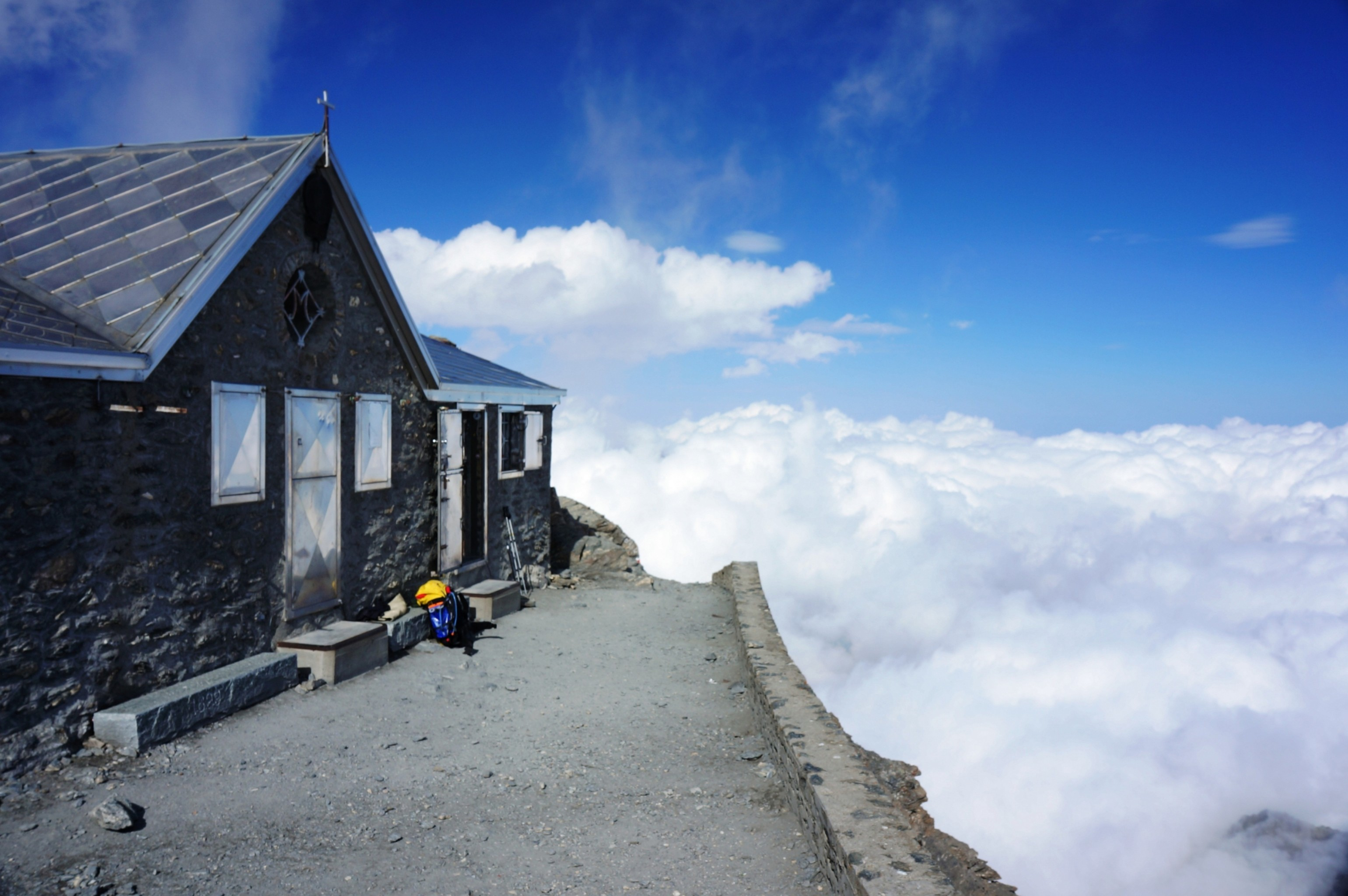
A igreja da Nossa Senhora do Rocciamelone, localiza-se na cume da montanha.
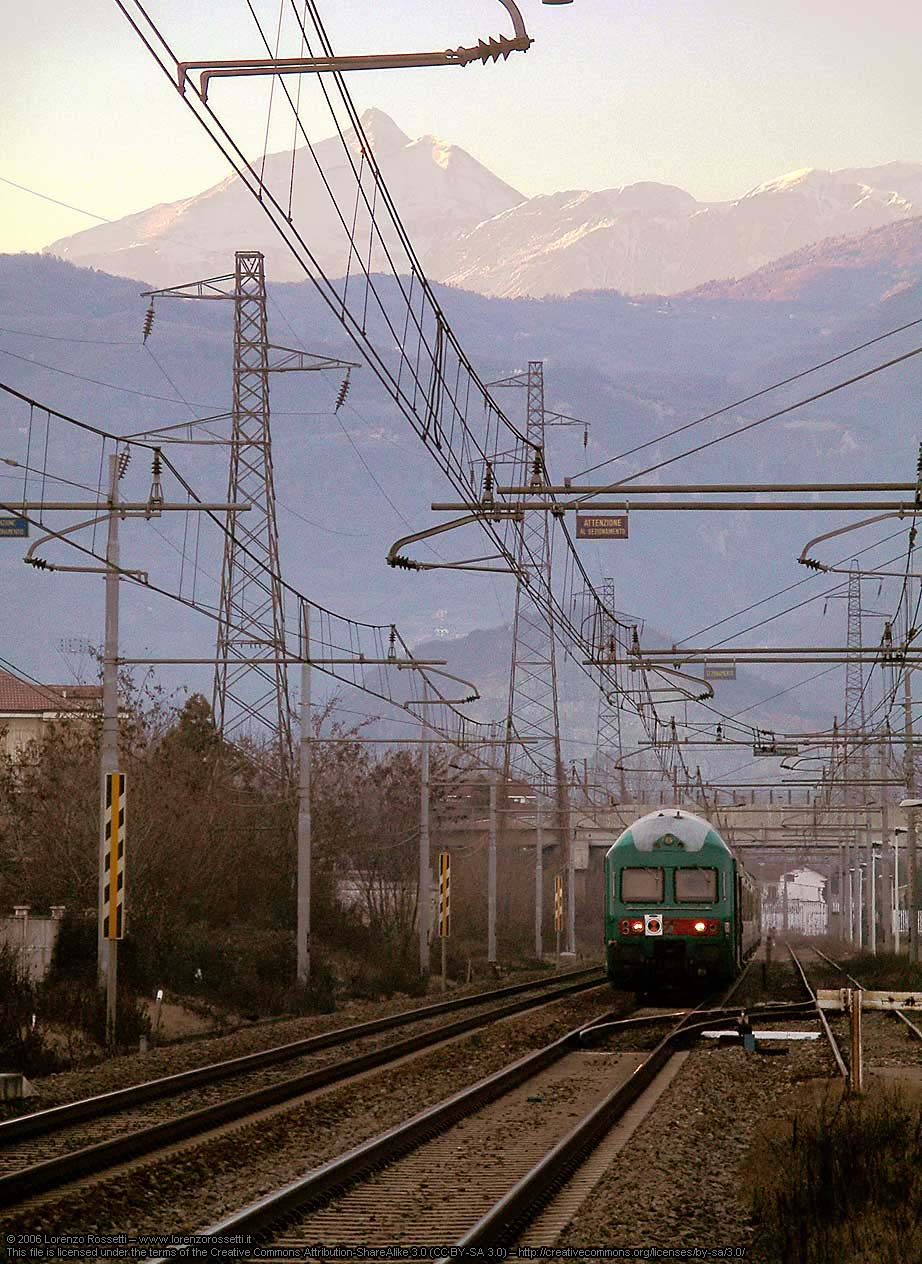
O Rocciamelone visto a partir da linha do Fréjus.